# 独立战争胜利纪念柱

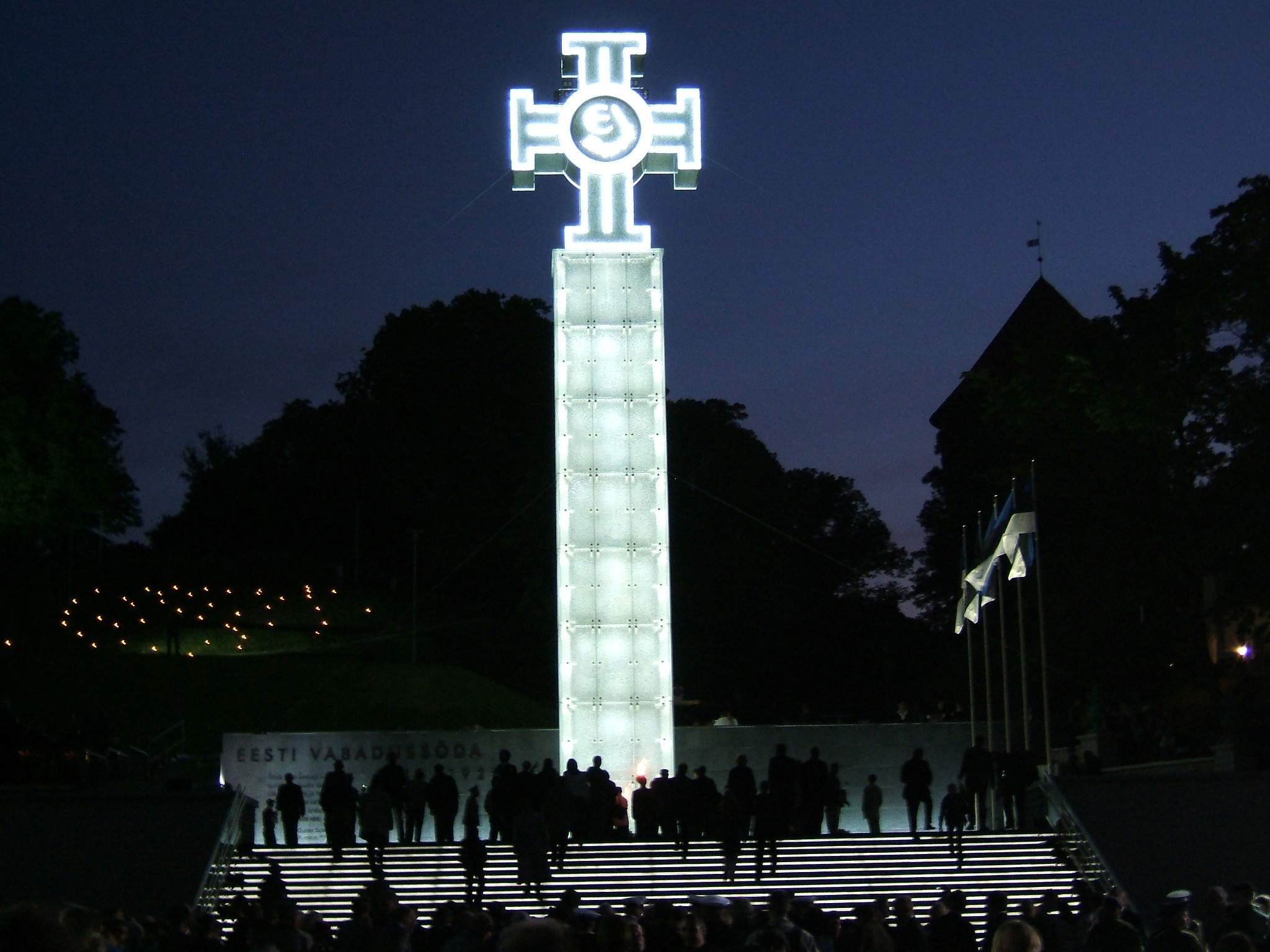
独立战争胜利纪念柱

独立战争胜利纪念柱位于爱沙尼亚首都塔林的自由广场。2009年6月23日胜利日揭幕。这个纪念柱是为爱沙尼亚独立战争期间阵亡者兴建，爱沙尼亚人民借此可以纪念所有那些为自由和独立而战的人。支柱高23.5米，有143块玻璃板组成。纪念柱上部的自由十字，是爱沙尼亚的最杰出奖，设立于1919年。
建立一个纪念碑的设想出现于1919年，战争结束之前。在1918–1920年的独立战争期间，爱沙尼亚一方有4,000人死亡，14,000人受伤。1936年，通过一项法律，兴建一座全国性战争纪念碑。但是准备工作被第二次世界大战和随后的苏联占领所打断。1991年爱沙尼亚重获独立后，兴建纪念独立战争的国家纪念碑的问题再次提出。2005年春天，经议会决定，在塔林的自由广场兴建一个纪念这场战争的胜利纪念柱。2006年，纪念柱设计比赛共收到超过40项参赛作品。冠军作品“利贝塔斯”的设计者是斯滕菲尔德 Rainer Sternfeld,安德里·莱德、卡德里Kadri Kiho 和安托·萨维。